# Irene de Lárissa
Irene de Lárissa (em búlgaro:  Ирина от Лариса) foi a segunda esposa e imperatriz-consorte (czarisa) do czar Gabriel Radomir da Bulgária.

## História
Nada se sabe sobre a sua vida antes do casamento com Gabriel. João Escilitzes relata que Irene era uma "bela cativa de Lárissa". Gabriel Radomir casou-se com ela por volta de 999, depois de ter expulsado sua primeira esposa húngara, que estava grávida na época. 
Gabriel ascendeu ao trono búlgaro em 1014, mas seu reino de terro foi curto. Escilitzes relata que Irene foi assassinada juntamente com o marido pelo primo dele, João Vladislau, que tomou-lhe o trono em 1015. João fez o que pôde para assegurar sua posição e ordenou que o primogênito deles fosse mutilado.
O casal teve sete filhos, cinco meninos e duas meninas.